# Platyliodes longisetosus
Platyliodes longisetosus är en kvalsterart som beskrevs av Sitnikova 1975. Platyliodes longisetosus ingår i släktet Platyliodes och familjen Neoliodidae. Inga underarter finns listade i Catalogue of Life.